# Otto Möllinger

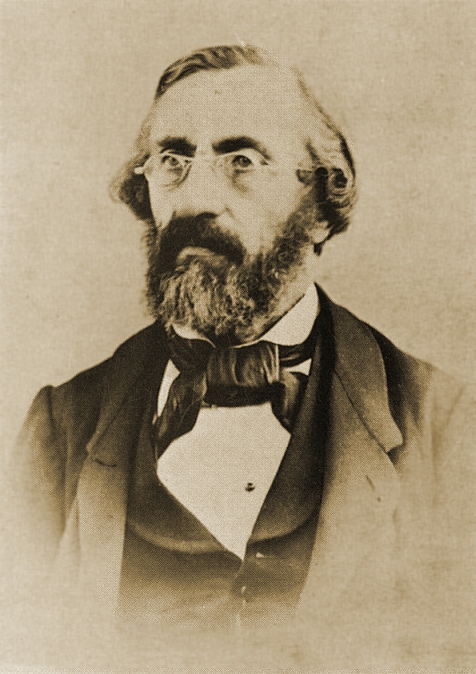
Otto Möllinger um 1857

Otto Möllinger (* 19. Mai 1814 in Speyer; † 22. Dezember 1886 in Fluntern, heute Stadt Zürich) war ein deutsch-schweizerischer Naturwissenschaftler, Kantonsschullehrer, Erfinder und Unternehmer. Die Daguerreotypistin Franziska Möllinger war seine Schwester. Nach jahrzehntelanger Lehrtätigkeit an der Höhern Lehr- und Erziehungsanstalt des Kantons Solothurn wurde Möllinger 1869 gegen seinen Willen frühpensioniert, nachdem er mit seiner monistisch-pantheistischen Schrift Die Gottidee der neuen Zeit einen Skandal ausgelöst hatte.

## Leben
Otto Möllinger wurde als Sohn des Uhrmachers David Möllinger (1748–1834) und der Rosina, geborene Ficht (1785–1839), in Speyer geboren. Die Familie war mennonitischer Herkunft. Otto Möllinger hatte eine Schwester, die 1817 geborene Louise Franziska. Er studierte an der Universität München Mathematik und Physik, wobei er ein besonderes Gewicht auf Strassen-, Brücken- und Wasserbaukunde legte. Nach Abschluss seiner Studien trat Möllinger als Ingenieur-Praktikant in ein Bauunternehmen ein. Als 1835 an der damaligen Höhern Lehr- und Erziehungsanstalt des Kantons Solothurn, der heutigen Kantonsschule Solothurn, eine mathematisch-naturwissenschaftliche Gymnasial-Professorenstelle zu besetzen war, meldete sich Möllinger und wurde am 10. Februar 1836 durch Ruf gewählt. Er zog zusammen mit der verwitweten Mutter und seiner Schwester nach Solothurn. In der Folge war Möllinger während 33 Jahren am Gymnasium tätig. 1845 erwarb er durch Einbürgerung in der Gemeinde Günsberg das Schweizer Bürgerrecht. Am 30. September gleichen Jahres heiratete er Elisabeth Nanette Fluri, Bürgerin von Selzach. Das Ehepaar hatte fünf Kinder, von denen zwei, Oskar und Mathilde, das Erwachsenenalter erreichten. Während Otto Möllinger in Solothurn als Protestant lebte, war seine Frau katholisch und auch die Kinder wurden im katholischen Glauben erzogen. Nach seiner Frühpensionierung 1869 verliess Möllinger Solothurn im Herbst 1872 und zog mit seiner Familie nach Fluntern bei Zürich, das damals noch eine selbständige Gemeinde war. Dort betrieb er ein mathematisches Institut und Pensionat. Otto Möllinger verstarb am 22. Dezember 1886 im Alter von 72 Jahren an einem Leberleiden.

## Wirken

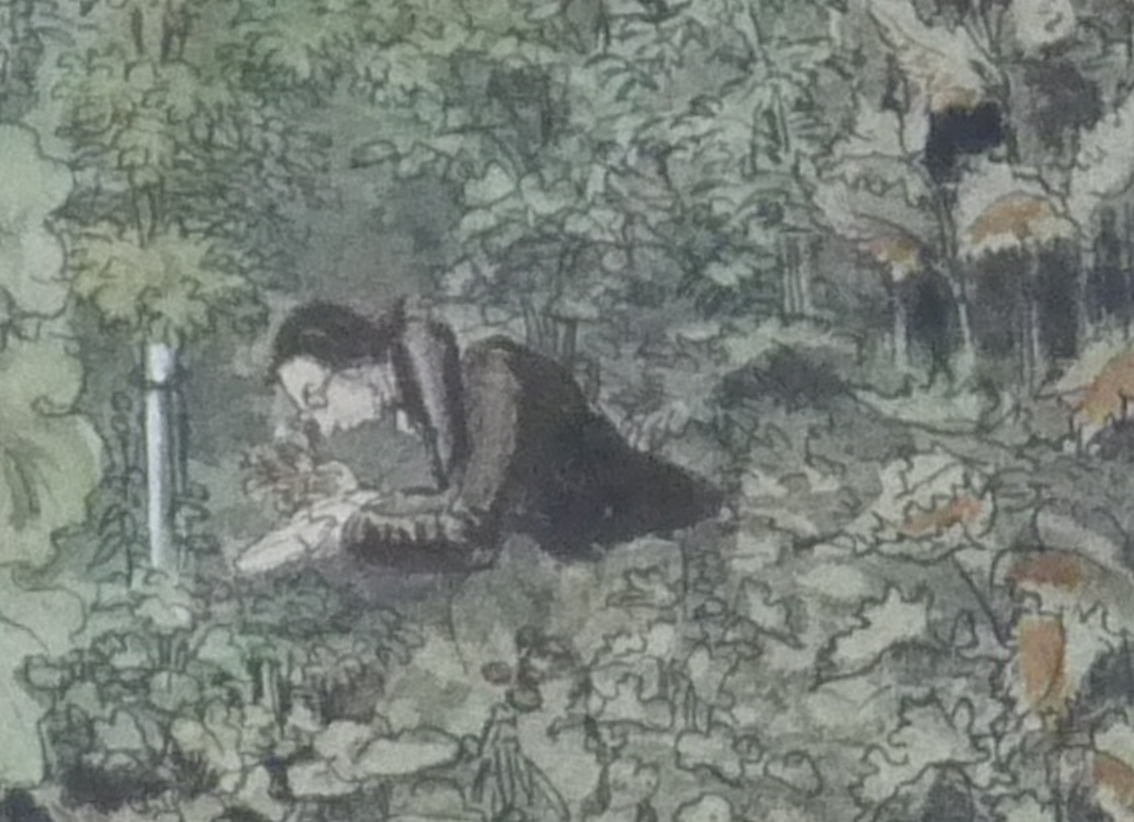
Der junge Otto Möllinger 1840 im botanischen Garten von Solothurn. Zeichnung von Martin Disteli

Otto Möllinger bildete zusammen mit den kurz vor ihm als Professoren nach Solothurn berufenen Joseph Anton Dollmayr und Heinrich Schröder, die Möllinger in Solothurn empfohlen hatten, ein «gelehrtes Kleeblatt», das, so Hans Rudolf Stampfli in seiner Möllinger-Biographie, «innert kürzester Zeit für durchgreifende Neuerungen im wissenschaftlich-kulturellen Bereich» sorgte. Neben seiner Lehrtätigkeit als Professor der Mathematik und des geometrischen Zeichnens am Gymnasium engagierte sich Möllinger für verschiedene Gesellschaften zur Förderung der Wissenschaft, der Bildung und des Gewerbes im Kanton Solothurn. So war er bereits 1836 an der Neubelebung der Naturforschenden Gesellschaft beteiligt. Auch die Ende 1836 von Apotheker Josef Anton Pfluger vorgeschlagene Sonn- und Feiertags-Industrieschule wurde von Möllinger stark unterstützt. Bis dahin hatte es in Solothurn an Ausbildungsmöglichkeiten im Technik- und Gewerbebereich gefehlt. Wie auch Schröder unterrichtete Möllinger an dieser Schule jeden Sonntag unentgeltlich. Nach einem gut besuchten ersten Jahr nahm das Interesse jedoch ab und der Betrieb der Sonn- und Feiertagsschule wurde wieder eingestellt.
Möllinger gehörte zu den Gründern sowohl des Gewerbevereins der Stadt Solothurn (1842) als auch des Landwirtschaftlichen Vereins des Kantons Solothurn (1845). Er hielt allgemeinbildende öffentliche Vorträge, unter anderem ab 1857 in der Töpfergesellschaft Solothurn zu Themen wie «Der Bau des Weltalls», «Kepler und seine Zeit» oder «Über den Geist in der Materie und den Kreislauf des Wassers». Enthusiastisch setzte sich Möllinger während Jahren für die Errichtung einer «Industriehalle» ein, die als Ausstellungs- und Verkaufsort für einheimische Betriebe dienen sollte. Nachdem ihn dabei weder der Gewerbeverein noch die Behörden unterstützen wollten, eröffnete Möllinger die Halle schliesslich um 1858 im Alleingang. Das Unternehmen scheiterte und die Halle musste schon 1859 wieder geschlossen werden.
Möllinger entfaltete auch Tätigkeiten als Erfinder, Unternehmer, Redaktor und Herausgeber. Zu seinen Erfindungen gehören ein Universal-Zirkel, eine logarithmische Hülfstafel, welche die Funktionen eines Rechenschiebers auf eine Tafel überträgt, sowie ein modifizierter Telegraf, dessen Konstruktion sich aufgrund ihrer Kompliziertheit jedoch nicht durchsetzen konnte. Er produzierte und vertrieb eine Dachpappe, die «leider nicht ganz wasserdicht» war und der daher ebenfalls kein Erfolg beschieden war, wie auch Möllingers Unternehmen für Galvanoplastik wenig eingebracht haben soll. Erfolgreicher betrieb er die galvanische Vergoldung. Möllingers Mathematisches Institut, zuerst in Solothurn, später in Fluntern, zog Schüler aus diversen europäischen Staaten von Norwegen bis Ungarn an, die darin propädeutische Kurse im Hinblick auf das Studium am Polytechnikum angeboten erhielten.
Ab 1839 war Möllinger Redaktor der in Solothurn bei Franz Joseph Amatus Gassmann gedruckten volksbildenden Zeitschrift Der Verbreiter gemeinnütziger Kenntnisse bis zu ihrer Einstellung 1849. Von 1840 bis 1844 war er zudem zusammen mit Pompeius Bolley Redaktor des Schweizerischen Gewerbeblattes. 1855 gründete Möllinger als Redaktor und Herausgeber die Allgemeine Schweizer-Zeitung für Industrie, Handel und Gewerbe, Haus- und Landwirthschaft in Verbindung mit einer Adress- und Musterzeitung nebst allgemeinem Anzeiger, die ihr Erscheinen nach einem Jahr wieder einstellen musste.
Der Naturforscher Franz Vinzenz Lang (1821–1899), ab 1846 ebenfalls Professor am Solothurner Gymnasium und von 1872 bis 1883 dessen Rektor, würdigte Möllinger in einem Nachruf mit den Worten:

„Möllinger war ein rastlos vorwärts strebender Geist, der sich mit unermüdlicher Ausdauer in die verschiedensten Wissensgebiete vertiefen konnte; daneben besass er einen menschenfreundlichen Charakter, welcher ihm die Zuneigung aller derjenigen erwarb, die mit ihm in Berührung kamen. Man könnte ihm vielleicht den Vorwurf machen, dass er nicht die nötige Klugheit besass, um die Lebensverhältnisse allseitig zu würdigen und zu verstehen, aber sein harmloses Gemüt baute auf die Rechtlichkeit und Güte der Menschheit.“

### «Die Gottidee der neuen Zeit»
Mit der Veröffentlichung seiner kleinen Schrift «Die Gottidee der neuen Zeit und der nothwendige Ausbau des Christenthums in sechs Vorlesungen entwickelt aus den Gesetzen der natürlichen Offenbarungen der Gottheit» löste Möllinger 1869 zu seiner Überraschung einen Aufruhr im Kanton Solothurn und darüber hinaus aus. Er vertritt darin eine monistisch-pantheistische Glaubenslehre, der zufolge die Natur die alleinige Offenbarung ist, und erkennt weder eine göttliche Vorsehung noch die Unsterblichkeit der Seele an. Möllinger hatte für seine Publikation einen besonders ungünstigen Zeitpunkt gewählt, da die Höhere Lehranstalt gerade starker Kritik von katholisch-konservativer Seite ausgesetzt war, beispielsweise wegen vieler Schüler, die dem obligatorischen Besuch der Messe unentschuldigt ferngeblieben waren. In der Folge wurde Möllinger vor allem von der katholischen Schweizerischen Kirchenzeitung heftig angegriffen, die seine Schrift als «Schandfleck unseres Jahrhunderts» darstellte. Der Protestant Johann Mollet, Oberrichter und früherer Regierungsrat, verfasste eine erste Entgegnungsschrift. Unter dem konservativen Druck gab die Regierung des Kantons Solothurn schliesslich nach, obwohl es für eine Amtsenthebung Möllingers keine rechtliche Basis gab. Möllinger wurde bei vollem Jahresgehalt frühpensioniert, was von ihm als «wesentlich ungerechtfertigte Absetzung, welche allerdings in einer sehr milden Form vollzogen worden ist», bezeichnet wurde. Als Möllinger bereits abgesetzt war, erschien unter dem Titel «Alte Wahrheiten und alte Irrthümer» eine weitere Entgegnung von drei Professoren der Theologie, unter denen sich auch der spätere Bischof Friedrich Fiala befand. In den ebenfalls 1869 (als Sonderdruck aus dem Nidwaldner Volksblatt in Stans) erschienenen «Solothurner Briefen» des streng konservativ gesinnten Alois Johann Zürcher, einer Polemik gegen die liberalen Professoren der solothurnischen Lehranstalt, wird Möllinger als «Höllinger» verspottet. Jedoch hat der unter dem Pseudonym Hilarius Immergrün auftretende Zürcher für Möllinger als einzigen der Angegriffenen auch freundliche Worte übrig, indem er ihn als «im Grunde (menschlich genommen) eine gute sittlich reine Seele» bezeichnet.

## Werke (Auswahl)
- Logarithmische Hülfstafel, als Ersatzmittel des englischen Schieberlineals, zum Gebrauche für Erwerbsleute aller Art … Solothurn 1839.
- Anleitung zur Construktion und zum Gebrauch der beweglichen Himmelskarte mit Horizont, nebst ausführlicher Beschreibung der einzelnen Sternbilder. Brodtmann, Schaffhausen 1840.
- Taschenbuch des Rechnenden für Mechaniker, Geometer, Forstleute, Pharmazeuten, Kaufleute, Techniker und Gewerbetreibende jeder Art. Jent & Gassmann, Solothurn 1842.
- Die Gottidee der neuen Zeit und der nothwendige Ausbau des Christenthums. In sechs Vorlesungen entwickelt aus den Gesetzen der natürlichen Offenbarungen der Gottheit. Verlags-Magazin, Zürich 1869.
- Die induktive Philosophie der Kraft, als Grundlage zur Entwicklung der Gottidee. Gegenwort auf die an der Schlussfeier der solothurnischen Kantonsschule am 12. August 1869 gehaltenen Rede des Hrn. Dr. V. Kaiser, Professor der Philosophie in Solothurn. K.J. Wyss, Bern 1869.
- Das cyclische Verwaltungs-System, oder, Beantwortung der Frage: Wie müssen die zu humanen und gemeinnützigen Zwecken bestimmten Geschenke und Vermächtnisse verwaltet werden, um die finanziellen Hülfsmittel unserer wohltätigen und gemeinnützigen Anstalten unbegrenzt zu vermehren? Ein Beitrag zur Lösung der sozialen Frage. Caesar Schmidt, Zürich 1879.